# Ilmmünster
Ilmmünster ist eine Gemeinde im oberbayerischen Landkreis Pfaffenhofen an der Ilm und Sitz der Verwaltungsgemeinschaft Ilmmünster.

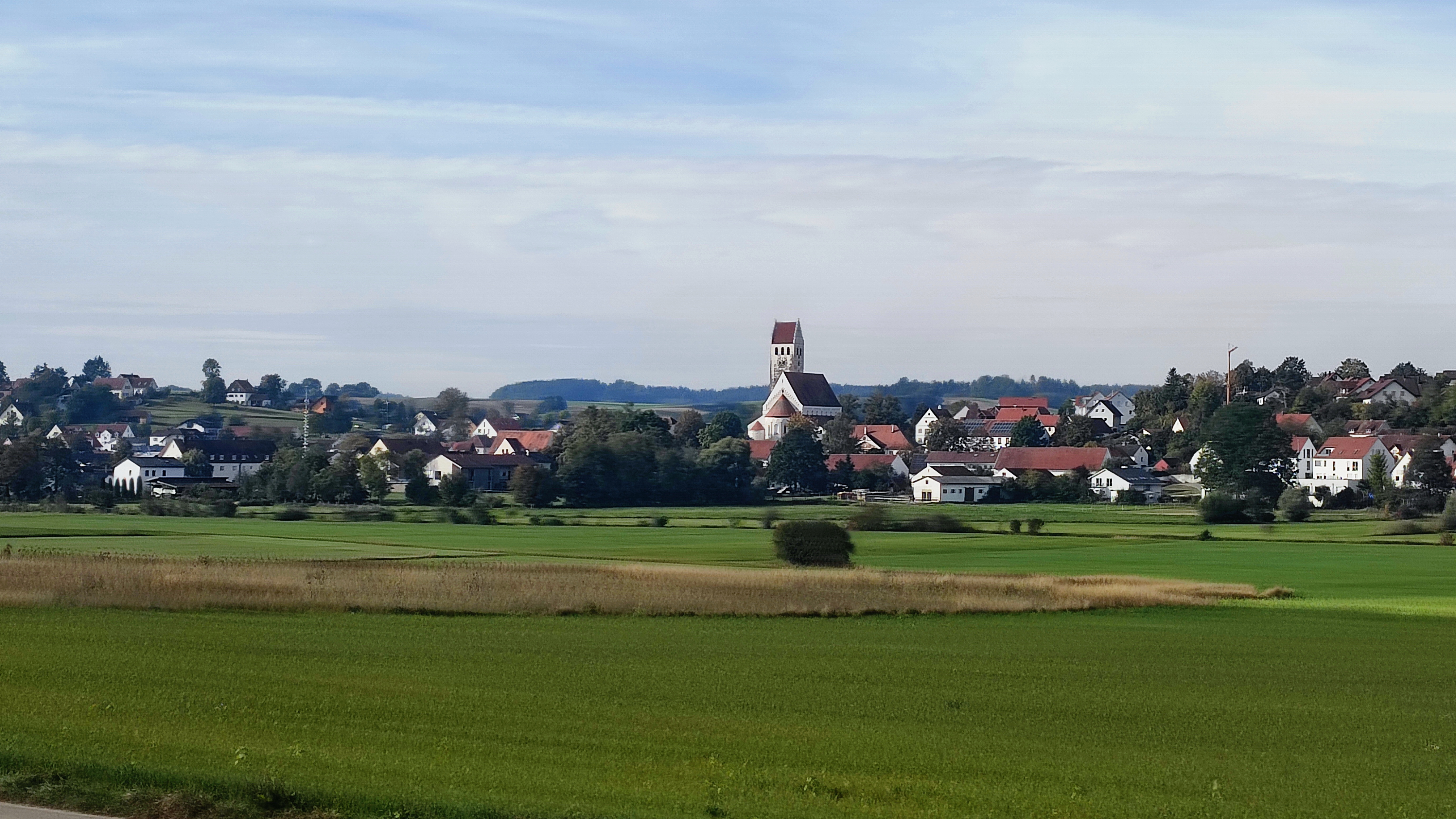
Ortsansicht von Osten

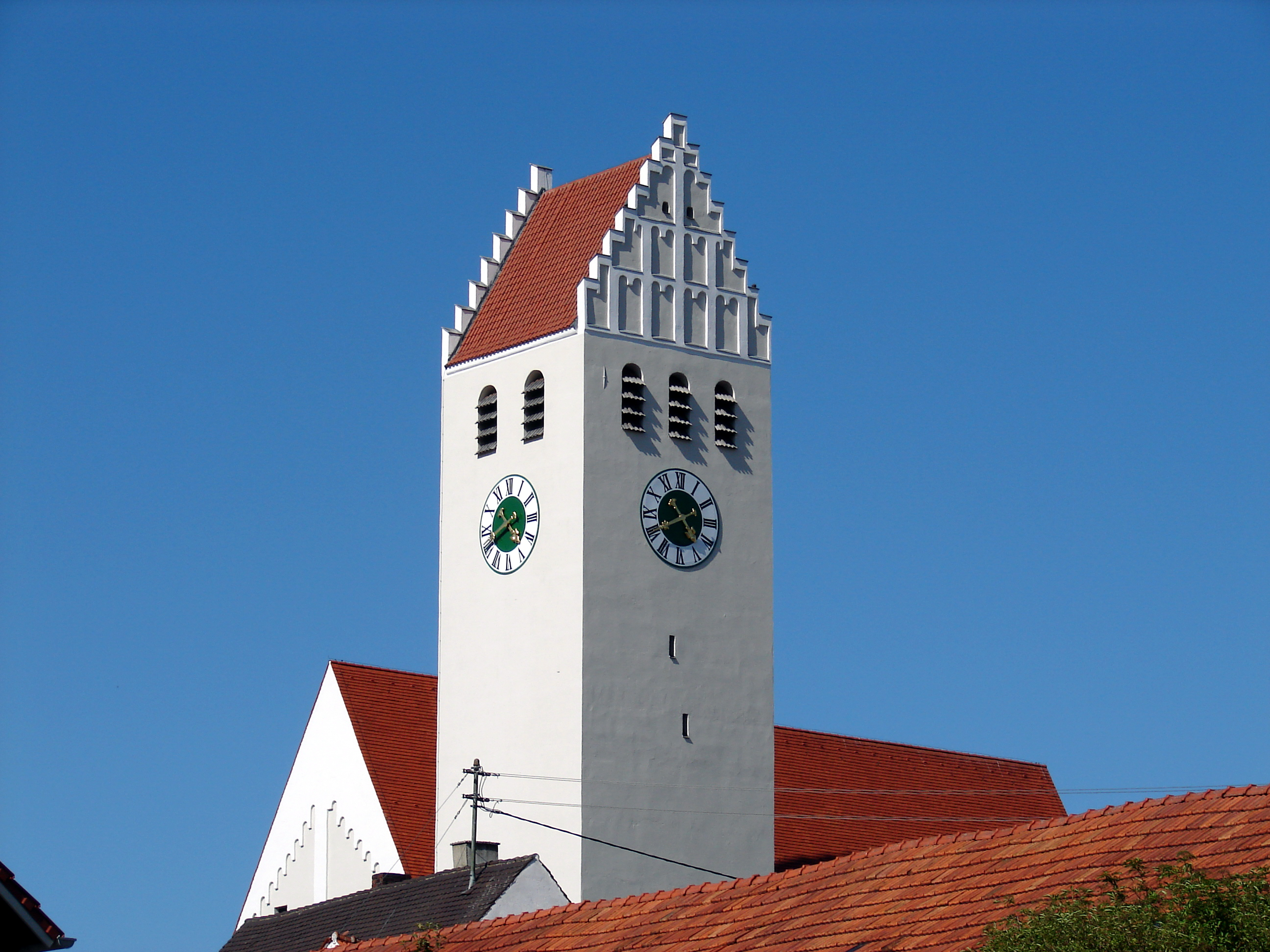
Basilika St. Arsatius Ilmmünster

## Geografie
Der namengebende Hauptort der Gemeinde liegt im Tal der Ilm überwiegend linksseits des Flusses in der Aue und auf den unteren Hängen. Das Gemeindegebiet erstreckt sich west- und ostwärts weit auf die Hügel beidseits des Flusses.
Es gibt vier Gemeindeteile (in Klammern ist der Siedlungstyp angegeben):
- Ilmmünster (Pfarrdorf)
- Ilmried (Kirchdorf)
- Riedermühle (Weiler)
- Unterdummeltshausen (Einöde)

Es gibt die Gemarkungen Ilmmünster und Ilmried.

## Geschichte

### Bis zur Gemeindegründung
Der Ort gehörte zum im 8. Jahrhundert gegründeten Stift Ilmmünster. Die Feier des 1250-jährigen Bestehens im Jahr 1996 gründete sich nicht auf ein historisch exakt nachweisbares Datum, sondern auf eine übernommene Tradition, wonach die Entstehung auf das Gründungsjahr 746 zurückgeführt wird. Dieses Jahr wird von der historischen Forschung mittlerweile in Frage gestellt.
Das Kloster scheint nur kurze Zeit eigenständig gewesen und bald in Abhängigkeit von Kloster Tegernsee geraten zu sein. Bestand das Kloster Ilmmünster nachweislich noch bis zum beginnenden 10. Jahrhundert, so muss es einige Jahrzehnte später nieder gegangen sein – jedoch nicht durch die Plünderungen und Verwüstungen der Ungarn im Jahre 955, wie in der älteren Literatur behauptet wurde. Die Ilmmünsterer Besitzungen gingen in den folgenden Jahrzehnten an weltliche Grundherren über. Zwischen 1048 und 1068 war bereits die Umwandlung des Benediktinerklosters in ein Kollegiatstift erfolgt. Waren die Babenberger einige Zeit Besitzer des Stifts, so traten 1077 die Wittelsbacher als Erben der Vogtei Ilmmünster auf. Seit 1180, als die bayerischen Herzöge von den Wittelsbachern gestellt wurden, waren sie auch Lehensherren und über die Jahrhunderte eng mit dem Stift verbunden. Um 1200 wurde die dreischiffige Basilika erbaut – noch heute Wahrzeichen des Ortes.
Die am Stift bestehende Schule pflegte eine gute Ausbildung, die als bekanntesten Vertreter den Stiftsscholastikus Konrad von Ilmmünster hervorbrachte. Mit der Verleihung der niederen Gerichtsbarkeit wurde Ilmmünster 1315 eine Hofmark. Der Niedergang des Stifts gegen Ende des 15. Jahrhunderts deutete sich an, als Herzog Albrecht IV. die Stadt München aufwerten wollte und die Verlegung der Stifte Schliersee und Ilmmünster nach München anordnete, um die Liebfrauenkirche angemessen einrichten zu können. Der Bischof von Freising und die Chorherren von Ilmmünster protestierten erfolglos gegen die Verlegung.
Die heutige Gastwirtschaft Eckerts war bis zur Auflösung der Hofmark Ilmmünster (Säkularisation) im Jahre 1803 Probstei und Sitz der Hofmarksrichter. Der Amtmann oder Gerichtsdiener hob die Steuergelder ein und legte dem Landrichter von Pfaffenhofen, der die hohe Gerichtsbarkeit innehatte, Rechenschaft ab. Die Hofmark umfasste auch Ilmried, Riedermühle, Unterdummeltshausen, Hettenshausen und Webling (Gemeindeteil von Hettenshausen).

### Die Gemeinde ab 1818
Die bedeutenden Veränderungen zu Beginn des 19. Jahrhunderts brachten eine Neuordnung der Verwaltung des Landes. Als unterste Einheiten entstanden die politischen Gemeinden, deren Bildung im Jahr 1808 und in heutiger Form 1818 (Gemeindeedikt von 1818) erfolgte. Die Gemeinde Ilmmünster mit den weiteren Gemeindeteilen Riedermühle und Unterdummeltshausen entstand und machte zunächst einen langsamen Wandel mit. Ab Mitte des 20. Jahrhunderts gaben Modernisierung und Technisierung dem Ort ein völlig neues Gepräge.

### Eingemeindungen
Im Zuge der Gebietsreform in Bayern wurde am 1. April 1971 die Gemeinde Ilmried eingegliedert.

### Einwohnerentwicklung
Zwischen 1988 und 2018 wuchs die Gemeinde von 1635 auf 2267. Auf dem Gebiet der Gemeinde wurden diese Einwohnerzahlen ermittelt:
| Jahr      | 1960 | 1961 | 1970 | 1980 | 1990 | 1995 | 2000 | 2005 | 2010 | 2011 | 2012 | 2013 | 2014 | 2015 | 2016 | 2017 | 2018 |
| --------- | ---- | ---- | ---- | ---- | ---- | ---- | ---- | ---- | ---- | ---- | ---- | ---- | ---- | ---- | ---- | ---- | ---- |
| Einwohner | 1307 | 1314 | 1429 | 1511 | 1732 | 1909 | 1968 | 2160 | 2102 | 2097 | 2073 | 2082 | 2075 | 2127 | 2142 | 2190 | 2267 |

## Politik
Die Gemeinde ist Mitglied der Verwaltungsgemeinschaft Ilmmünster.

### Bürgermeister
- Michael Kapplmayr: 1900 bis 1905
- Josef Haindl: 1906 bis 1919
- Michael Finkenzeller: 1919 bis 1933
- Ignaz Schweiger: 1933 bis 1937
- Johann Eberle: 1937 bis 1945
- Ludwig Ebner: 1946 bis 1948
- Lorenz Groß: 1948 bis 1952
- Johann Eberle: 1952 bis 1960
- Johann Breitsameter: 1960 bis 1962
- Johann Summerer: 1962 bis 1978
- Franz Oberhofer: 1978 bis 1990
- Michael Knorr: 1990 bis 1996[6]
- Anton Steinberger: 1996 bis 2020
- Georg Ott (CSU): seit Mai 2020[7]

### Gemeinderat
| Partei / Liste                                  | Wahl 2020 | Wahl 2020 |
| Partei / Liste                                  | %         | Sitze     |
| ----------------------------------------------- | --------- | --------- |
| CSU                                             | 57,82     | 8         |
| Freie Wählergemeinschaft Ilmmünster und Ilmried | 25,23     | 4         |
| SPD/Grüne                                       | 16,95     | 2         |
| Gesamt                                          | 100       | 14        |
| Wahlbeteiligung                                 | 73,61 %   | 73,61 %   |

### Wappen
| Wappen von Ilmmünster | Blasonierung: „In Blau zwei schräg gekreuzte silberne Krummstäbe, an der Kreuzung überdeckt von einem wachsenden goldenen Kirchturm mit Treppengiebel.“ |
| Wappen von Ilmmünster | Wappenbegründung: Der heraldisch stilisierte Kirchturm mit dem Treppengiebel versinnbildlicht das in der zweiten Hälfte des 8. Jahrhunderts als Tochterkloster von Tegernsee gegründete Benediktinerkloster, das im 11. Jahrhundert in ein Chorherrenstift umgewandelt wurde. Die Geschichte des Gemeindegebiets stand über Jahrhunderte in enger Verbindung mit dem Kloster Ilmmünster, das bis in das 15. Jahrhundert auch als Grundherrschaft eine wichtige Rolle spielte. Herzog Albrecht IV. von Bayern übertrug Kollegiatstift und Hofmark Ilmmünster 1495 an das Domkollegiatstift zu Unserer Lieben Frau (Liebfrauenstift) in München. Die gekreuzten Krummstäbe als bischöfliche Insignien symbolisieren diese Zugehörigkeit des Gemeindegebiets bis zur Säkularisation 1803. Die Farben Silber und Blau unterstreichen die enge Verbindung des Hauses Wittelsbach mit Ilmmünster seit dem 12. Jahrhundert. 1969 wurde von Max Reinhart aus Passau der Entwurf eines neuen Gemeindewappens angefertigt. Seit 1970 wird dieses Wappen geführt. |

## Sehenswürdigkeiten
Die dreischiffige Basilika St. Arsatius wurde 1210/20 erbaut und ist das Wahrzeichen von Ilmmünster. Sie war die Stiftskirche des Stiftes Ilmmünster.

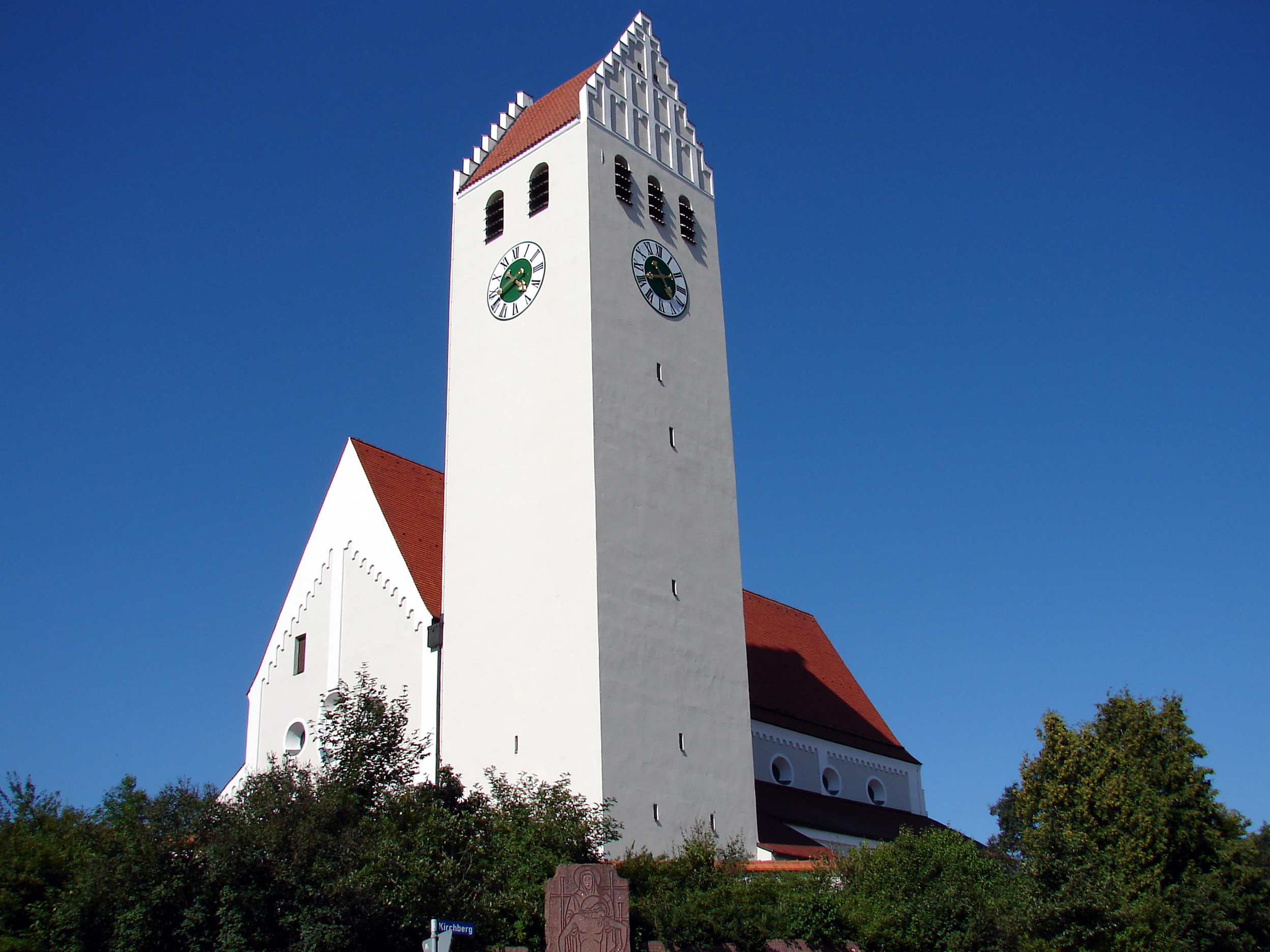
Basilika St. Arsatius: Außenansicht
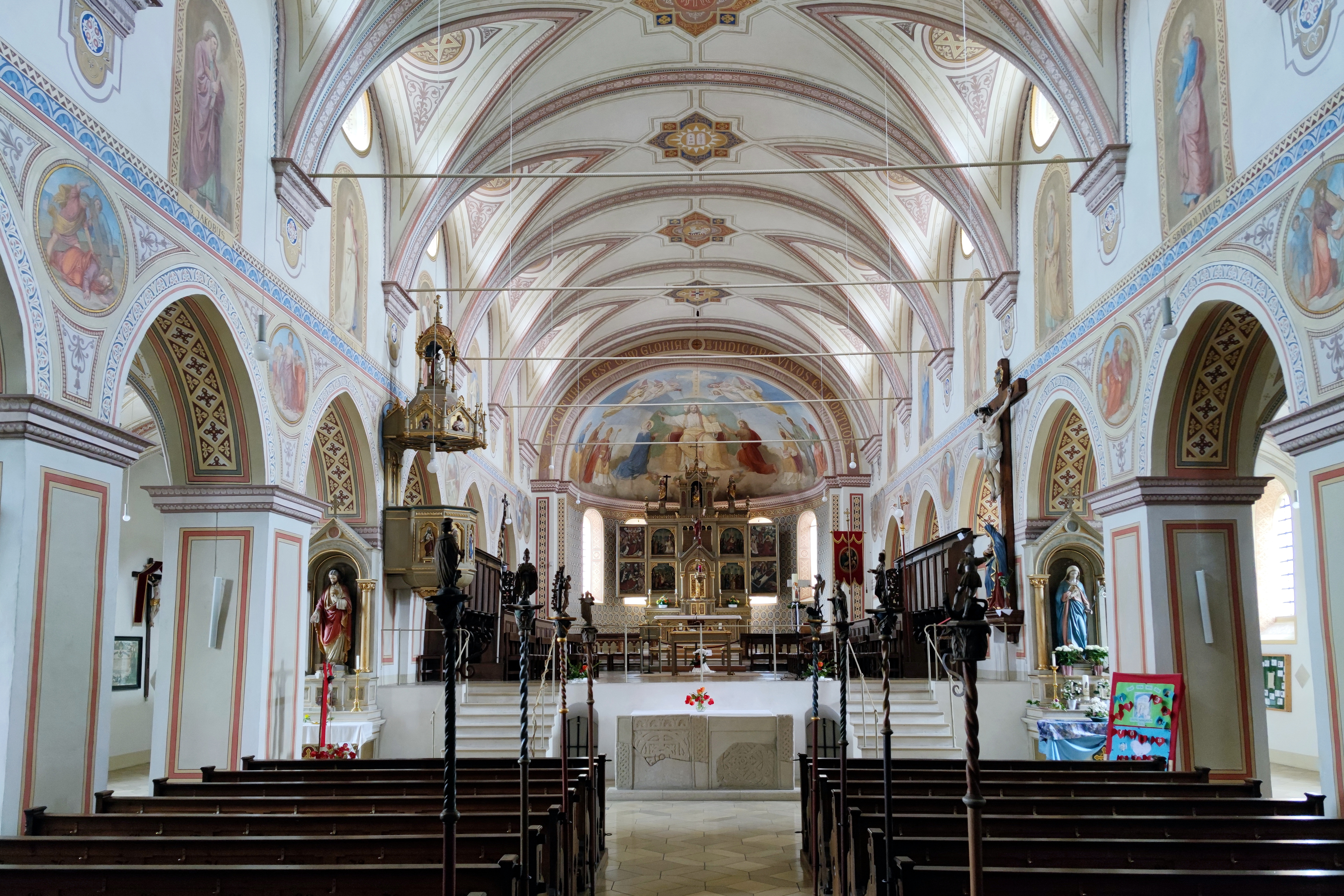
Basilika St. Arsatius: Innenraum
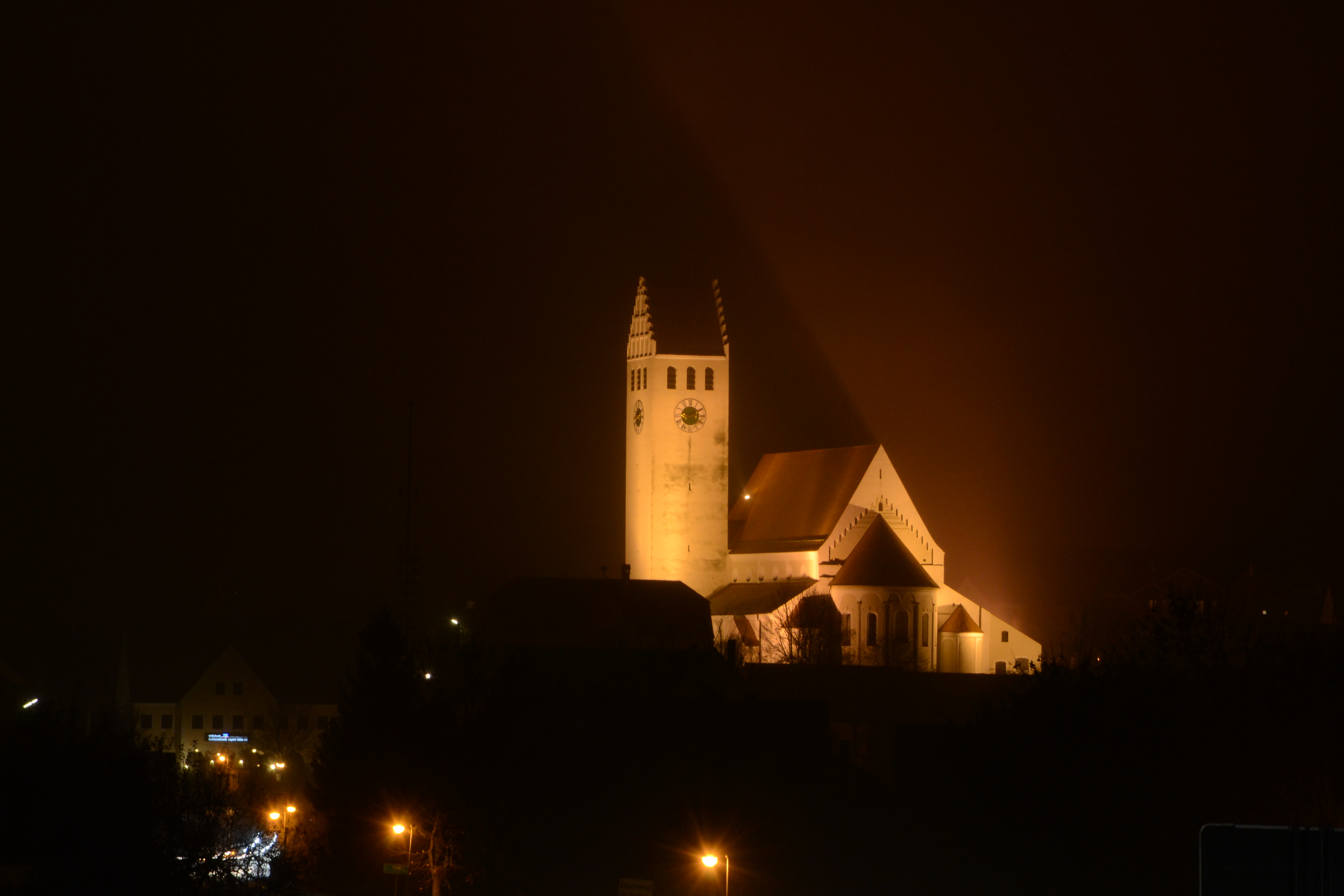
Basilika St. Arsatius bei Nacht (November 2012)

## Wirtschaft einschließlich Land- und Forstwirtschaft
2017 gab es in der Gemeinde 154 sozialversicherungspflichtige Arbeitsplätze. Von der Wohnbevölkerung standen 955 Personen in einem versicherungspflichtigen Beschäftigungsverhältnis. Damit war die Zahl der Auspendler um 801 Personen größer als die der Einpendler. 19 Einwohner waren arbeitslos. 2016 gab es 18 landwirtschaftliche Betriebe.

## Verkehr
Die Hallertauer Hopfentour, ein Radweg durch die Hallertau, verläuft durch die Gemeinde.

## Messstationen
In Ilmmünster befindet sich eine von rund 1800 Messstellen des Radioaktivitätsmessnetzes des Bundesamts für Strahlenschutz. Die Messstation misst die Gamma-Ortsdosisleistung am Messort und sendet die Daten an das Messnetz. Die über 24 Stunden gemittelten Daten können direkt im Internet abgerufen werden.

## Söhne und Töchter der Gemeinde
- Martin Binder (* 17. Oktober 1849; † 1. August 1904 in Regensburg), Orgelbauer